# 동시다큐 2스토리
《동시다큐 2스토리》는 대한민국의 JTBC의 프로그램이다. 서로 다른 공유가능한 스토리를 가진사람을 만나 이야기를 나누게하는 프로그램이다.

## 방송 시간
- 2012년 7월 15일 ~ 2012년 9월 24일 : 매주 수요일 오후 6시 30분